# Eparquía de Lutsk y Ostroh

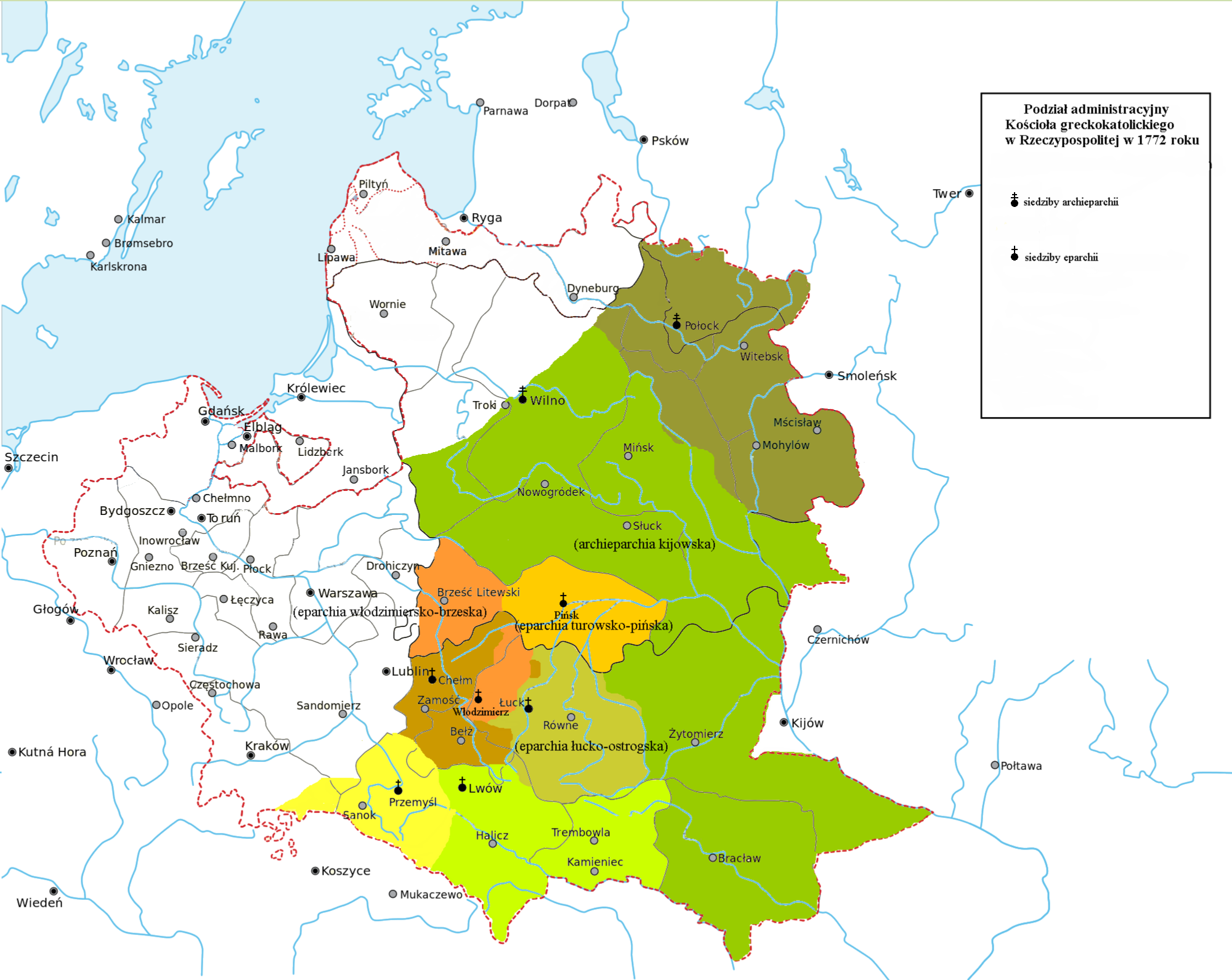
Mapa de las eparquías greco-católicas de la Confederación Polaco-Lituana en 1772. Al centro la eparquía de Lutsk y Ostroh.

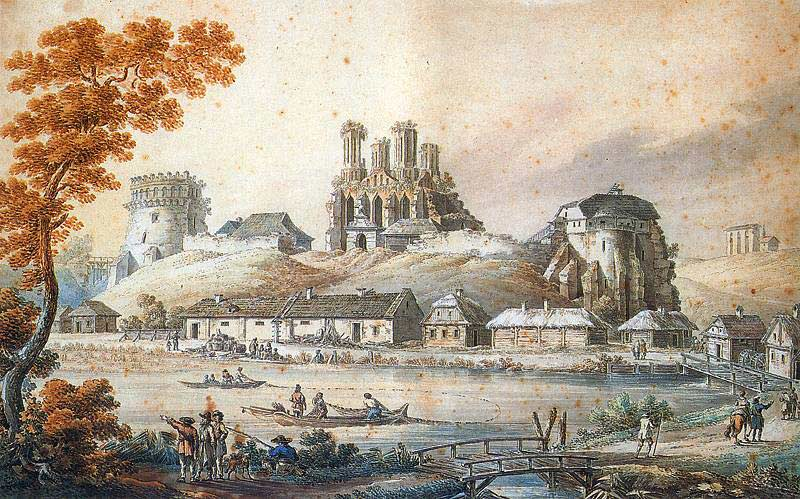
Lámina de la primera mitad del que muestra los restos del castillo y la catedral de Ostroh.

La eparquía de Lutsk y Ostroh (en latín: Eparchia Luceoriensis et Ostrogiensis Ruthenorum) fue una sede episcopal de la Iglesia católica en la actual Ucrania, perteneciente a la antigua Iglesia rutena unida —hoy continuada por la Iglesia greco-católica ucraniana—. Fue suprimida de hecho en 1839 por el Imperio ruso. Era sufragánea de la archieparquía de Pólatsk. Ostroh era considerada una sede episcopal unida a Lutsk.

## Territorio
La eparquía incluía parte de la región de Volinia en Ucrania.
La sede eparquial estaba en la ciudad de Lutsk, en donde se encontraba la catedral de la Protección de la Madre de Dios, mientras que en Ostroh había una concatedral dedicada a la Epifanía.

## Historia
Desde la época de la cristianización de la Rus de Kiev (circa 980), las tierras de la actual diócesis de Lutsk se incluyeron en la diócesis de Volodímir-Volinski, y en 1288 se estableció una eparquía independiente en Lutsk. La recién constituida diócesis en términos civiles estaba dentro del principado de Galitzia-Volinia, y en el canónico eclesiástico estaba bajo la jurisdicción de la metrópolis de Galitzia en 1303-1308, 1345-1347, 1371-1378, y bajo la jurisdicción del metropolitanato de Kiev-Lituania en 1356-1362 y 1415-1419.
En 1336-1337 Volinia quedó bajo el dominio de los príncipes lituanos. El príncipe ortodoxo lituano Lubart, con una carta, aseguró los antiguos derechos de los gobernantes de Lutsk, construyó un castillo y una catedral en Lutsk en honor al Apóstol Juan el Teólogo. Sus sucesores, que al principio se inclinaron hacia la ortodoxia, finalmente adoptaron el catolicismo, entraron en una estrecha alianza con el Reino de Polonia y comenzaron a oprimir a los ortodoxos, y contribuyeron a la difusión de la predicación católica entre ellos. 
La eparquía de Lutsk y Ostroh estaba entre las sufragáneas de metropolitanato de Kiev cuando el papa Pío II nombró en 1458 a Gregorio II el Búlgaro como el nuevo primado uniato del metropolitanato luego de la unión con la Iglesia ortodoxa en el Concilio de Florencia, que duró hasta 1481.
El 2 de mayo de 1594, en los años inmediatamente anteriores a la Unión de Brest de 1596, el eparca de Lutsk y Ostroh Cyryl Terlecki se unió a la comunión con la Iglesia de Roma. Hizo una profesión de la fe católica en Roma el 23 de diciembre de 1595, en presencia del papa Clemente VIII, quien creó ese día la eparquía católica mediante la bula Magnus Dominus.
Eustachy Maliński, designado por el rey de Polonia a principios de junio de 1607, lo sucedió en la cátedra de Lutsk y Ostroh. Sin embargo, hubo algunas dificultades para su consagración episcopal, ya que había contraído matrimonio en tres ocasiones; en marzo de 1609 el rey ordenó al metropolitano de Kiev que lo consagrara obispo. Murió entre octubre de 1620 y mayo de 1621.
Los sucedió Jeremiasz Poczapowski, pero tras su muerte entre marzo y noviembre de 1637, la eparquía de Lutsk y Ostroh permaneció vacante durante varias décadas. Fue administrada primero por Nykyfor Losovskyj (1637-1651), luego por el eparca de Przemyśl, Prokop Chmielowski (1651-1664), y finalmente por los metropolitanos de Pólatsk. Más de cien parroquias permanecieron unidas a Roma cuando, por decreto del rey Vladislao IV de Polonia, la eparquía fue devuelta a la Iglesia ortodoxa luego de la toma del poder sobre la catedral de Lutsk tras la muerte de Jeremiasz Poczapowski por el obispo ortodoxo Aleksander Atanazy Puzyna, lo que significó la liquidación de la diócesis uniata y la reactivación de la diócesis ortodoxa. 
A principios del siglo XVIII se restableció la eparquía uniata. De hecho, el 4 de agosto de 1702, el metropolitano de Kiev Lev Slubyč-Zalensky anunció al papa Clemente XI la adhesión del obispo Dionizy Żabokrzycki a la Iglesia católica, lo que significó la liquidación de la eparquía ortodoxa. Sin embargo, Cyryl Szumlański, nombrado nuevo obispo de Lutsk y Ostroh, se convirtió a la ortodoxia. No sobrevivió en la diócesis y partió hacia Kiev (entonces bajo dominio ruso), donde en 1715 fue nombrado obispo de Pereiaslav. La diócesis fue asumida por el obispo uniato Józef Wyhowski. Durante la Gran guerra del Norte (1700-1721) el territorio de Lutsk fue ocupado por el ejército ruso. El obispo Dionizy Żabokrzycki fue hecho prisionero y llevado a Siberia, en donde murió en 1711.
La emperatriz Catalina II de Rusia emitió un edicto el 22 de abril de 1794 para eliminar todos los obstáculos para el retorno de los uniatos a la ortodoxia. El metropolitanato de Kiev incluyendo la eparquía de Lutsk y Ostroh fue suprimido por las autoridades rusas en 1798 luego de la desaparición de Polonia a consecuencia de las particiones de Polonia entre Prusia, Rusia y Austria en 1772, 1793 y 1795. 
La eparquía de Lutsk y Ostroh fue restaurada como católica por el emperador Pablo I de Rusia con el decreto del 28 de abril de 1797. El territorio de la unidad administrativa estaba dentro de las gobernaciones de Kiev, Podolia y Volinia. Estas decisiones fueron aprobadas por el papa Pío VI con la bula Maximis undique pressi del 15 de noviembre de 1798, el obispo Stefan Lewiński fue nombrado ordinario de Lutsk y Ostroh, quien eligió el monasterio basiliano de la Dormición de la Madre de Dios en Poczajów como lugar de su residencia. 
El último obispo en comunión con la Iglesia católica fue Jan Krassowski, fallecido el 23 de agosto de 1827. Posteriormente dejaron de ser nombrados obispos de esta diócesis. De hecho, a través del ucase del 22 de abril de 1828, el zar Nicolás I de Rusia ordenó la supresión de la eparquía de Lutsk y Ostroh y la anexión de sus territorios a los de la archieparquía de Pólatsk, lo cual no fue aceptado por la Santa Sede.
El sínodo de la Iglesia ortodoxa rusa celebrado en Pólatsk en febrero de 1839 canceló ex auctoritate la Unión de Brest de 1596, suprimiendo de facto todas las eparquías católicas del Imperio ruso el 14 de marzo de 1839. Esta decisión fue aprobada por el zar Nicolás I el 25 de marzo de 1839. Este acto supuso el fin de la presencia greco-católica en el Imperio ruso y el paso forzado de sus fieles a la Iglesia ortodoxa. El Anuario Pontificio continuó listando a la eparquía de Lutsk y Ostroh hasta 1872, año en que fue suprimida de iure por la Santa Sede.
En 1914 el metropolitano greco-católico de Leópolis-Halych, Andrzej Szeptycki, intentó revivir la diócesis y ordenó secretamente a Josyf Bocian como obispo de Lutsk y Dmytro Jaremka como obispo de Ostroh. Ambos, sin embargo, fueron tomados como rehenes y deportados a las profundidades de Rusia.
En el período de entreguerras, durante un intento de reconstruir el rito greco-católico en Volinia, el papa Pío XI nombró a Mikołaj Czarnecki como obispo titular de Lebedus e inspector apostólico en Volinia, Polesia y Podlaquia para los fieles del rito bizantino-eslavo (1931), pero en última instancia, las parroquias neocatólicas de Volinia de la Iglesia católica latina estaban subordinadas a la diócesis católica romana.
El título de obispo de Lutsk también fue otorgado al obispo auxiliar de Leópolis, Wasyl Wełyczkowski, ordenado en secreto en 1963 por el metropolitano Josyf Slipyj.
En 1921 fue recategorizada como diócesis titular, hasta que en 1973 volvió a ser suprimida.
En 1990 se registró una comunidad de greco-católicos en Lutsk, y se formó el decanato de Lutsk con parroquias en Lutsk (2), Kovel, Rivne, Sarny y Volodímir-Volinski, que inicialmente estaba subordinada al exarcado de Kiev-Vyshhorod. El 15 de enero de 2008 el papa Benedicto XVI confirmó la decisión del Sínodo de los Obispos de la Iglesia greco-católica ucraniana de establecer el  exarcado archiepiscopal de Lutsk con sede en Lutsk.

## Cronología de los obispos

### Eparquía ortodoxa
Obispos de Lutsk
- Theodosius Skopets (circa 1325-1327)
- Theodore (mencionado el 7 de octubre de 1397)
- Juan (mencionado el 1 de febrero de 1398)
- Savva (mencionado en 1401)
- Dionisio (mencionado 1415/1416)
- Teodosio (mencionado en 1438)
- Martinian (mencionado en 1458)
- Eutimio (?-?)
- Alexy (mencionado en 1429)
- Jonás (1491/1492-1495)
- Cirilo (1495-1526)
- Paphnutius (1526-1528)
- Macarius (Muscite) (desde el 24 de abril de 1528-?)
- Arseny (mencionado en 1536-1540)
- Teodosio (Gulevich) (1540-1548)
- George (Falchevsky) (mencionado en febrero de 1549)
- Joasaph o Joseph (circa 1555-1566)
- Jonah (Borzobogaty-Krasnensky) (1566-mencionado el 26 de diciembre de 1569)
- Cyryl Terlecki † (1585-2 de mayo de 1594 pasó al catolicismo)
- Isaac (Boriskovich) (enero de 1623-mencionado en 1629)
- Atanasio (Puzyna) (1632-25 de octubre de 1650)
- Dionisio (Boloban-Tukalsky) (1656-1657)
- Gedeon (Chetvertinsky) (1660-8 de noviembre de 1685)
- Afanasy (Shumlyansky) (1685-1694)
- Dionisy (Zhabokritsky) (1700-1709)
- Cirilo (Shumlyansky) (1711-1712)

### Eparquía greco-católica
- Cyryl Terlecki † (2 de mayo de 1594-entre mayo y junio de 1607[3] falleció)
- Eustachy Maliński † (entre mayo y junio de 1607-1620/1621 falleció)
- Jeremiasz Poczapowski † (1620/1621-entre marzo y noviembre de 1637 falleció)
  - Sede vacante (1637-1702)
- Dionizy Żabokrzycki † (1702-1711 falleció)
  - Josyf Levyckyj † (1711-circa agosto de 1713 renunció) (administrador)
- Józef Vyhovskyj † (circa agosto de 1713-1730 falleció)
- Teodozy Rudnicki-Lubieniecki † (1730-1750 falleció)
- Stefan Sylwester Rudnicki-Lubieniecki † (8 de mayo de 1750-7 de mayo de 1777 falleció)
- Cyprian Stecki † (mayo/junio de 1777-5 de enero de 1787 falleció)
- Michał Mateusz Konstanty Stadnicki † (5 de enero de 1787 por sucesión-26 de junio de 1797 falleció)
- Stefan Lewiński † (26 de junio de 1797 por sucesión-después del 3 de junio de 1807 falleció)
- Grzegorz Kochanowicz (Hryhory Kochanoviyč) † (1807-1814 falleció)[12]
- Jakub Martusiewicz † (1817 confirmado[13]-noviembre/diciembre[14] de 1826 nombrado archieparca de Pólatsk)
- Jan Krassowski † (noviembre/diciembre[14] de 1826-23 de agosto de 1827 falleció)